# Черногуш дрозд
Черногушият дрозд (Turdus ruficollis) е вид птица от семейство Дроздови (Turdidae).

## Разпространение
Това е мигриращ палеарктически вид, който гнезди от Източен Сибир до Северна Манджурия, зимувайки до Западен Китай, Мианмар и Североизточна Индия. Много рядко може да се види и в Западна Европа.
Среща се и в България.